# 노화 과정 목록
노화 과정 목록(老化過程目錄, 영어: list of aging processes)은 다음과 같은 현상들을 포함한다.
- 리포푸신의 축적
- 가교
- 퇴행성 질환
- 자유 라디칼에 의한 손상
- 자외선
- 당화

## 같이 보기
- 수명 연장과 관련된 주제 색인 (영어)